# Дойнова Ганна Прокопівна
Ганна Прокопівна Дойнова (Шило) (нар. 10 червня 1937, тепер Республіка Польща) — українська радянська діячка, новатор виробництва, ізолювальниця Бердянського заводу «Азовкабель» Запорізької області. Герой Соціалістичної Праці (3.01.1974). Кандидат у члени ЦК КПУ в 1976—1981 р.

## Біографія
Народилася в селянській родині. У 1945 році родина була переселена в село Луначарське Бердянського району Запорізької області. Закінчила сім класів сільської школи, а у 1954 році закінчила школу № 9 міста Бердянська.
У 1954—1992 роках — ізолювальниця, бригадир ізолювальниць Бердянського заводу «Азовкабель» Запорізької області. Новатор виробництва. Активно засвоювала нову техніку, була автором багатьох раціоналізаторських винаходів.
Член КПРС з 1961 року. У 1986—1991 роках — член Комітету радянських жінок.
Потім — на пенсії у селі Азовське Бердянського району Запорізької області.

## Нагороди
- Герой Соціалістичної Праці (3.01.1974)
- два ордени Леніна (3.01.1974,)
- орден Знак Пошани
- медалі
- почесний громадянин міста Бердянська (1977)
- почесний робітник електричної промисловості СРСР